# Controlador de llaç tancat

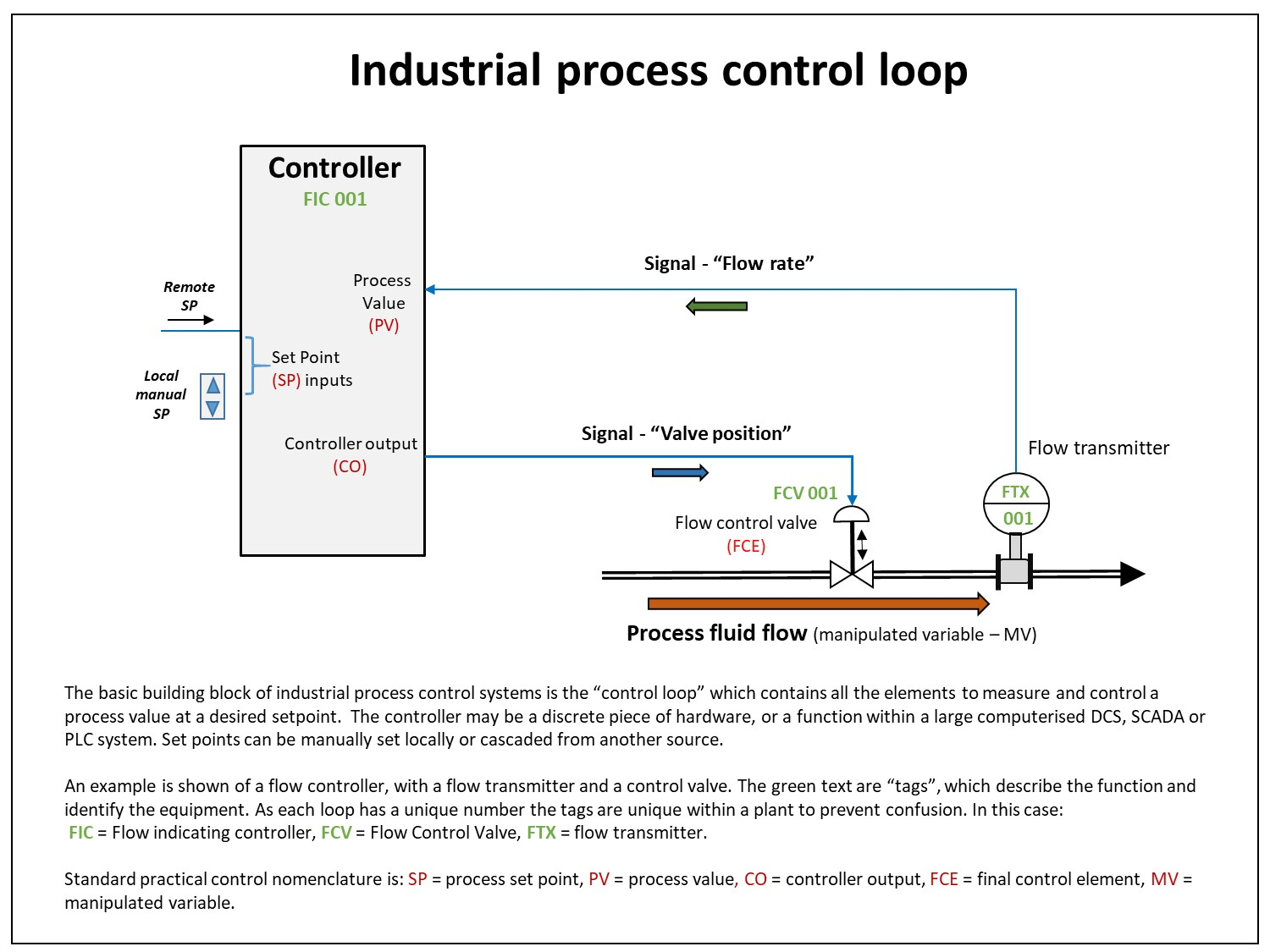
Exemple d'un sol bucle de control industrial; mostrant un control contínuament modulat del flux del procés.

Un controlador de llaç tancat o controlador de retroalimentació és un llaç de control que incorpora retroalimentació, en contrast amb un controlador de llaç obert o controlador sense retroalimentació . Un controlador de llaç tancat utilitza retroalimentació per controlar estats o sortides d'un sistema dinàmic. El seu nom prové de la ruta d'informació del sistema: les entrades del procés (per exemple, la tensió aplicada a un motor elèctric) tenen un efecte sobre les sortides del procés (per exemple, la velocitat o el parell del motor), que es mesuren amb sensors i es processen pel controlador; el resultat (el senyal de control) es "refereix" com a entrada al procés, tancant el bucle.
En el cas dels sistemes de retroalimentació lineal, es disposa un bucle de control que inclou sensors, algorismes de control i actuadors en un intent de regular una variable en un punt de consigna (SP). Un exemple quotidià és el control de creuer d'un vehicle de carretera; on les influències externes, com ara els turons, provocarien canvis de velocitat, i el conductor té la capacitat d'alterar la velocitat establerta desitjada. L'algoritme PID del controlador restableix la velocitat real a la velocitat desitjada d'una manera òptima, amb un retard mínim o desbordament, controlant la potència de sortida del motor del vehicle. Els sistemes de control que inclouen una certa detecció dels resultats que estan intentant aconseguir fan ús de la retroalimentació i poden adaptar-se a diferents circumstàncies fins a cert punt. Els sistemes de control de llaç obert no fan ús de la retroalimentació i només funcionen de maneres preestablertes.

Un bucle de retroalimentació bàsic

Els controladors de llaç tancat tenen els següents avantatges respecte als controladors de llaç obert:
- rebuig de pertorbacions (com ara turons a l'exemple de control de creuer anterior)
- rendiment garantit fins i tot amb incerteses del model, quan l'estructura del model no coincideix perfectament amb el procés real i els paràmetres del model no són exactes
- es poden estabilitzar processos inestables
- sensibilitat reduïda a les variacions dels paràmetres
- millora del rendiment del seguiment de referència

En alguns sistemes, el control de llaç tancat i llaç obert s'utilitzen simultàniament. En aquests sistemes, el control de llaç obert s'anomena feedforward i serveix per millorar encara més el rendiment del seguiment de referència.
Una arquitectura de controlador de bucle tancat comuna és el controlador PID.

Un diagrama de blocs d'un controlador PID en un bucle de retroalimentació, r(t) és el valor de procés desitjat o "punt de consigna", i y(t) és el valor de procés mesurat.

## Control de retroalimentació PID[4]
Un controlador proporcional-integral-derivat (controlador PID) és una tècnica de control del mecanisme de retroalimentació del bucle de control àmpliament utilitzada en sistemes de control.
Un controlador PID calcula contínuament un valor d'error e(t) com a diferència entre un punt de consigna desitjat i una variable de procés mesurada i aplica una correcció basada en termes proporcionals, integrals i derivats. PID és una inicialització de Proporcional-Integral-Derivada, fent referència als tres termes que operen sobre el senyal d'error per produir un senyal de control.
La comprensió i aplicació teòrica daten de la dècada de 1920, i estan implementades en gairebé tots els sistemes de control analògic; originàriament en controladors mecànics, i després utilitzant electrònica discreta i més tard en ordinadors de processos industrials. El controlador PID és probablement el disseny de control de retroalimentació més utilitzat.